# Louis Rossi

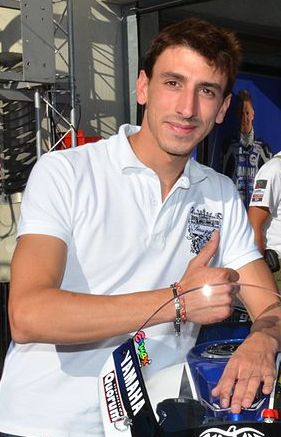
Louis Rossi 2012.

Louis Rossi, född 23 juni 1989 i Le Mans är en fransk roadracingförare som 2007-2015 tävlade i olika klasser i Grand Prix Roadracing. 2016 tävlade Rossi i Endurance-VM för Yamahas fabriksstall.
Rossi gjorde debut i VM-sammanhang i 125-klassen i Portugals Grand Prix 2007 och körde i den klassen 2008, 2010 och 2011, utan att någon gång placera sig på prispallen. Roadracing-VM 2012 körde Rossi i den nya Moto3-klassen för teamet Racing Team Germany på en motorcykel av märket FTR Honda. Han vann sin första seger vid sitt hemma-GP, Frankrikes Grand Prix 2012. 2013 gick han upp till Moto2 för det franska teamet Tech 3 och 2014 körde han för SAG Team på en Kalex. Säsongen 2015 körde Rossi för Tasca Racing Scuderia Moto2 på en Tech 3. 2016 tävlade Rossi i Endurance-VM för Yamahas fabriksstall GMT94 tillsammans med David Checa och Niccolò Canepa.

## Externa länkar

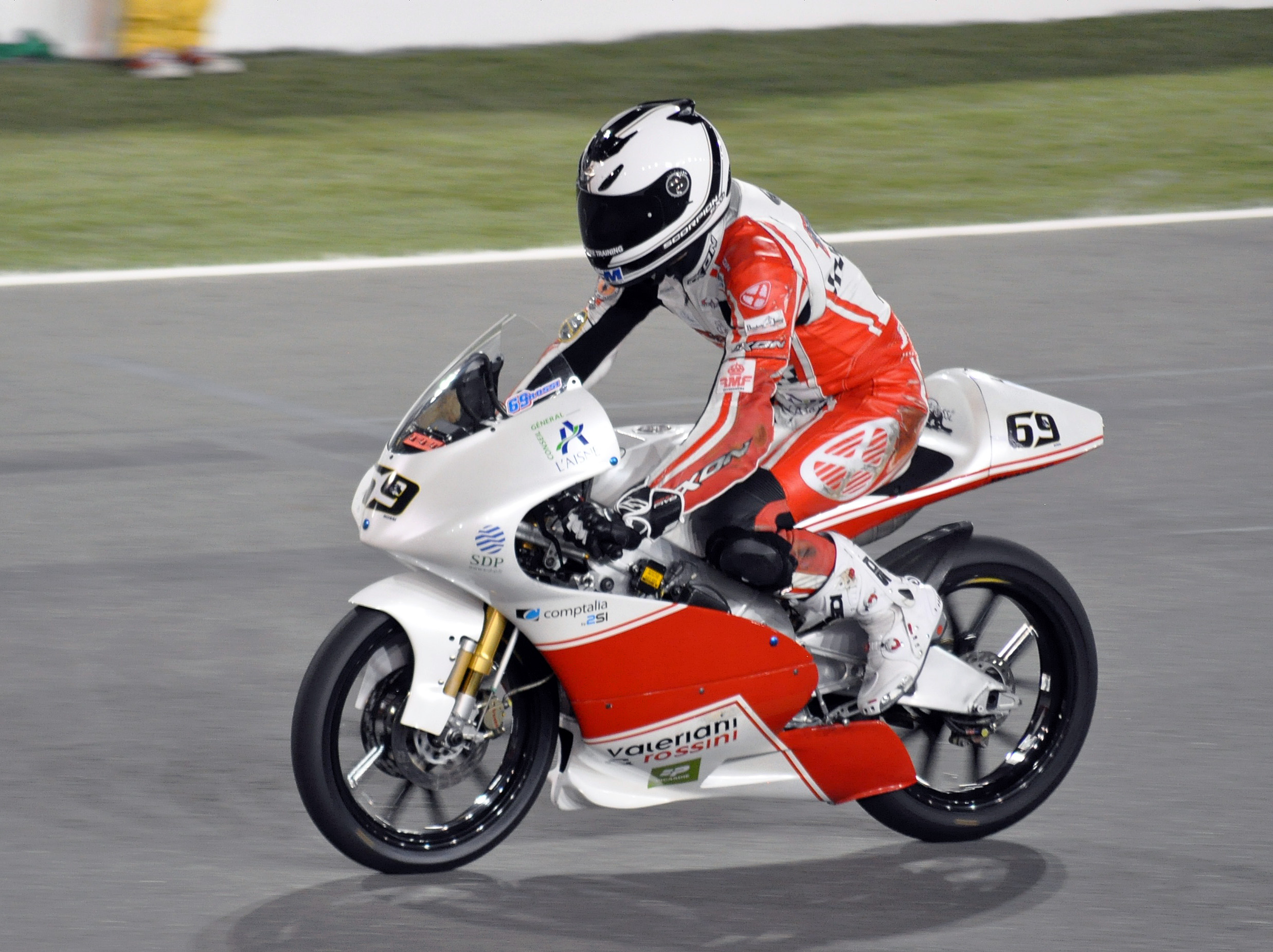
Louis Rossi på Losailbanan 2010.